# Adidas Telstar Durlast

Adidas Telstar Durlast 1970

Adidas Telstar Durlast 1974

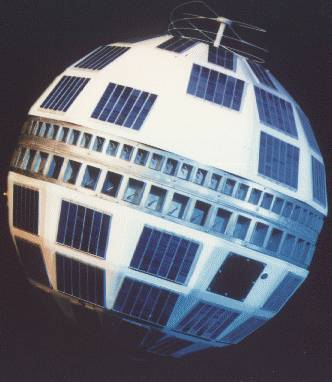
Супутник Telstar

Telstar Durlast — офіційний м'яч Чемпіонату світу з футболу 1970 у Мексиці і Чемпіонату світу з футболу 1974 у Німеччині. Цей м'яч був розроблений компанією Adidas.

## Назва
М'яч названий як один із перших супутників зв'язку — «Telstar», що теж мав сферичну форму і вкритий сонячними панелями, що нагадували чорні фрагменти на білому м'ячі. Також м'яч був покликаний стати зіркою екрану (англ. Television star) на першому чемпіонаті світу, який транслювався по телебаченні.

## Технічні характеристики
Сфера, що складається з 32 зшитих вручну фрагментів (20 шестикутних і 12 п'ятикутних), які виготовлені з натуральної шкіри і вкриті блискучим водозахисним покриттям «Durlast». Telstar — перший м'яч на чемпіонатах світу, що був зшитий з елементів такої форми. До цього використовувався пошив оболонки зі смужок шкіри, як на волейбольних м'ячах.

## Дизайн
Усі шестикутні панелі м'ча мали білий колір, а п'ятикутні були пофарбовані у чорний. Це було зроблено з метою покращити видимість м'яча на чорно-білих телевізорах. Вперше офіційний м'яч мав забарвлені подібним чином фрагменти.
Дизайн Telstar Durlast став справжньою футбольною класикою. Попри те, що оформлення футбольних м'ячів не раз зазнавало змін і зараз більшість з них виглядає геть інакше, — на малюнках, коміксах, стилізацях, піктограмах, гербах команд та інших графічних елементах, пов'язаних з футболом, використовується саме таке забарвлення м'яча.